# Dendrochilum latifolium
Dendrochilum latifolium är en orkidéart som beskrevs av John Lindley. Dendrochilum latifolium ingår i släktet Dendrochilum och familjen orkidéer.
Artens utbredningsområde är Filippinerna.

## Underarter
Arten delas in i följande underarter:
- D. l. latifolium
- D. l. macranthum